# Cilongsong
Cilongsong is een bestuurslaag in het regentschap Cianjur van de provincie West-Java, Indonesië. Cilongsong telt 3434 inwoners (volkstelling 2010).